# Protorhoe
Protorhoe is een geslacht van vlinders van de familie spanners (Geometridae), uit de onderfamilie Larentiinae.

## Soorten
- P. avetianae Vardikyan, 1974
- P. corollaria (Herrich-Schäffer, 1848)
- P. unicata (Guénée, 1858)